# San Giovanni a Porta Latina (titre cardinalice)
Le titre cardinalice de San Giovanni a Porta Latina est érigé par le pape Léon X le 6 juillet 1517 et rattaché à l'église San Giovanni a Porta Latina qui se trouve dans le rione de Celio au sud-est de Rome.

## Titulaires
| - Giovanni Domenico De Cupis (1517-1524); in commendam (1524-1529) - Mercurino Arborio di Gattinara (1529-1530) - Gabriel de Gramont (1530-1531) - Juan Pardo de Tavera (1531-1545) - Vacance (1545-1550) - Francisco Mendoza de Bobadilla (1550) - Vacance (1550-1556) - Jean Suau (1556-1560) - Girolamo di Corregio (1561-1562) - Flavio Orsini (1565) - Alessandro Crivelli (ou Cribelli) (1566-1570) - Gian Girolamo Albani (1570-1591) - Ottavio Paravicini (1591-1592) - Vacance (1592-1599) - Alfonso Visconti (1599-1600) - Vacance (1600-1605) - Bernard Maciejowski (1605-1608) - Vacance (1608-1616) - Francesco Vendramin (1616-1618) - Guido Bentivoglio (1621-1622) - Vacance (1622-1647) - Francesco Cherubini (1647-1656) - Francesco Paolucci (1657-1661) - Cesare Maria Antonio Rasponi (1666-1675) - Mario Alberizzi (1676-1680) - Stefano Agostini (1681-1683) - Jan Kazimierz Denhoff (1686-1697) - Sperello Sperelli (1700-1710) - Pier Marcellino Corradini (1712-1734) | - Pietro Maria Pieri (1734-1743) - Francesco Landi Pietra (1745-1757) - Luigi Gualterio (1760-1761) - Simone Buonaccorsi (1763-1776) - Hyacinthe Sigismond Gerdil (1778-1784) - Vacance (1784-1794) - Antonio Dugnani (1794-1801) - Vacance (1801-1805) - Jean-Baptiste de Belloy (1805-1808) - Vacance (1808-1816) - Camillo de Simone (1816-1817) - Vacance (1817-1830) - Remigio Crescini (1830) - Giacomo Luigi Brignole (1834-1838); in commendam (1838-1847) - Vacance (1847-1859) - Camillo Di Pietro (1859-1867) - Vacance (1867-1874) - Joseph Hippolyte Guibert, (1874-1886) - Benoit-Marie Langénieux (1887-1905) - Gregorio María Aguirre y García, (1907-1913) - Felix von Hartmann (1914-1919) - Edmund Dalbor (1919-1926) - Joseph MacRory (1929-1945) - Josef Frings (1946-1978) - Franciszek Macharski (1979-2016) - Renato Corti (2016-2020) - Adalberto Martínez Flores (depuis 2022) |